# Alexander Haydter
Alexander Haydter (13. Oktober 1872 in Wien – 13. Februar 1919 ebenda) war ein österreichischer Opernsänger (Bassbariton).

## Leben
Haydter arbeitete zunächst als Ledergalanterist und entschied sich erst für eine musikalische Karriere, als er 1891 auf einer Reise in Frankfurt von einer schweren Diphtherie genas. Er nahm Gesangsunterricht bei den Gesangsmeistern Josef Gänsbacher und Gustav Geiringer in Wien und erhielt sein erstes Engagement von 1896 bis 1898 am Züricher Stadttheater, wo er als „St. Bris“ in Hugenotten debütierte. Dort war es der Regisseur und Bassist Adolf Uttner, bei dem er weiteren Unterricht nahm und dem er eigentlich seine Gesangskunst verdankte. 1898 wurde Haydter für das Neue Deutsche Theater in Prag verpflichtet, wo er als „Rocco“ in Fidelio debütierte. Vom 1. September 1905 bis zu seinem Tod war er Mitglied des Ensembles der Wiener Hof- bzw. Staatsoper. Er war verheiratet mit der Sängerin Hermine Kittel (1879–1948).

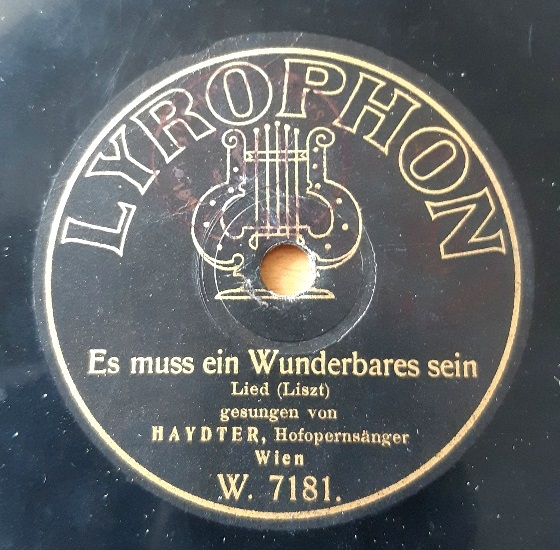
Schallplatte von Alexander Haydter (Wien 1905)

Die Stimme von Alexander ist erhalten auf Schallplatten für G&T (Prag 1903), Lyrophon (Wien 1905), Favorite (Wien 1906), Odeon (Wien 1906) und Columbia (Wien 1908).